# Troubecký most
Troubecký most je silniční most přes řeku Bečva. Nachází se na silnici II/434 v části Tovačov I-Město města Tovačov v okrese Přerov a spojuje Tovačov s nedalekými Troubkami. Geograficky leží v mezoregionu Hornomoravský úval, na Hané a v Olomouckém kraji v nadmořské výšce 200 m.

## Historie a popis mostu

### Starý most
Starší a dnes již neexistující most, byl postaven v roce 1903 a umožňoval pouze jednosměrný provoz. Byl to obloukový ocelový most, který byl poškozen během 2. světové války a později i katastrofálními povodněmi v roce 1997. Po dostavbě nového mostu by stržen v roce 2001.

### Nový most
Nový most, který je označen jako 434-008, je postaven na 1,27 říčním kilometru řeky Bečvy a má délku 126 m. Umožňuje obousměrný provoz a také bezpečný přejezd cyklistům a chodcům. Most má netradiční asymetrický tvar a je postaven z konstrukční oceli a železobetonu jako příhradová konstrukce. Most je postaven tak, aby se v případě splavnění příslušné části „budoucího“ vodního koridoru Dunaj–Odra–Labe, mohl celý poměrně jednoduše stavebně zvednout.

## Další informace
Most je celoročně volně přístupný a vede přes něj několik cyklostezek, např. cyklostezka Bečva, EuroVelo 4 aj.

## Galerie

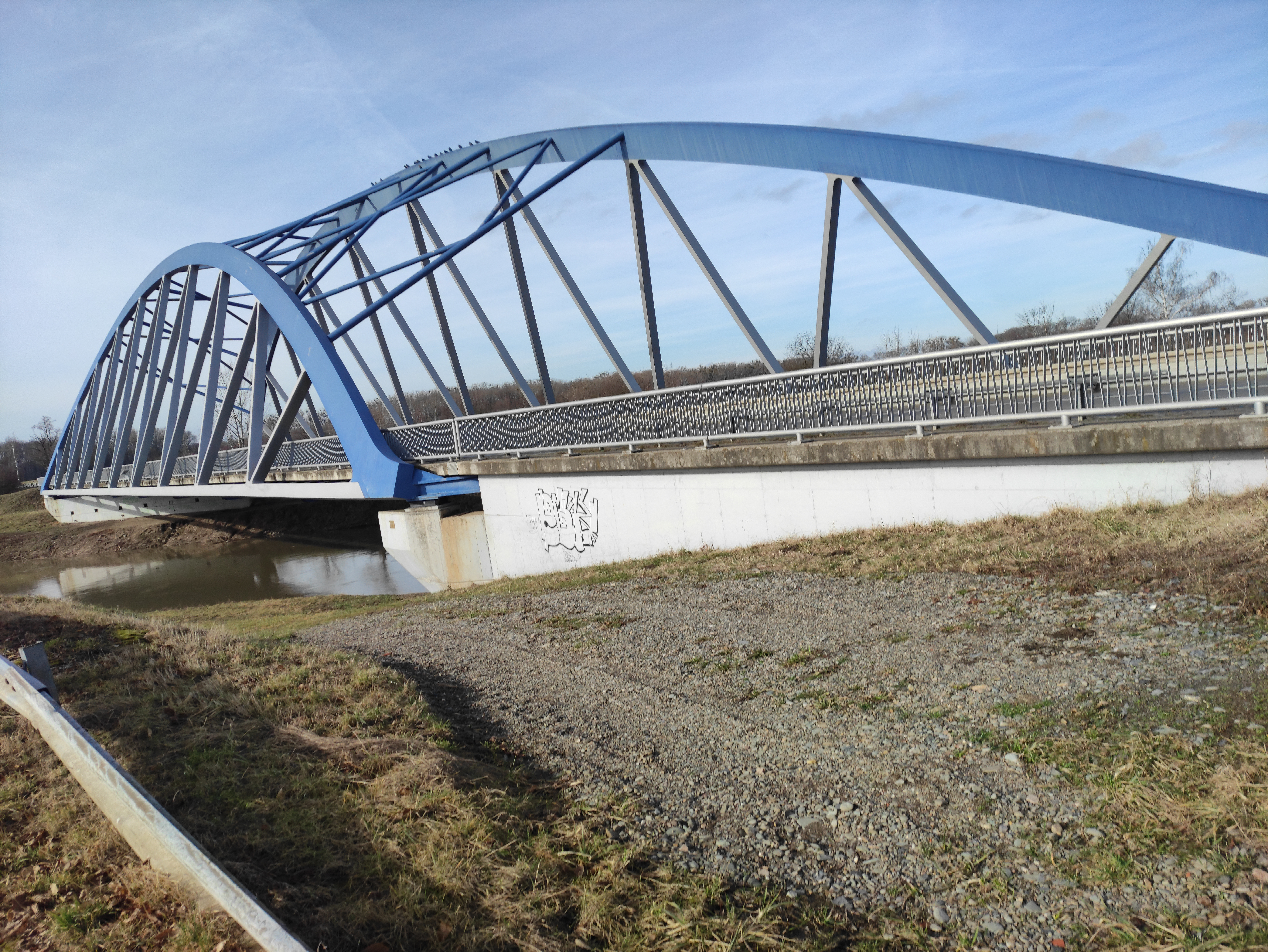
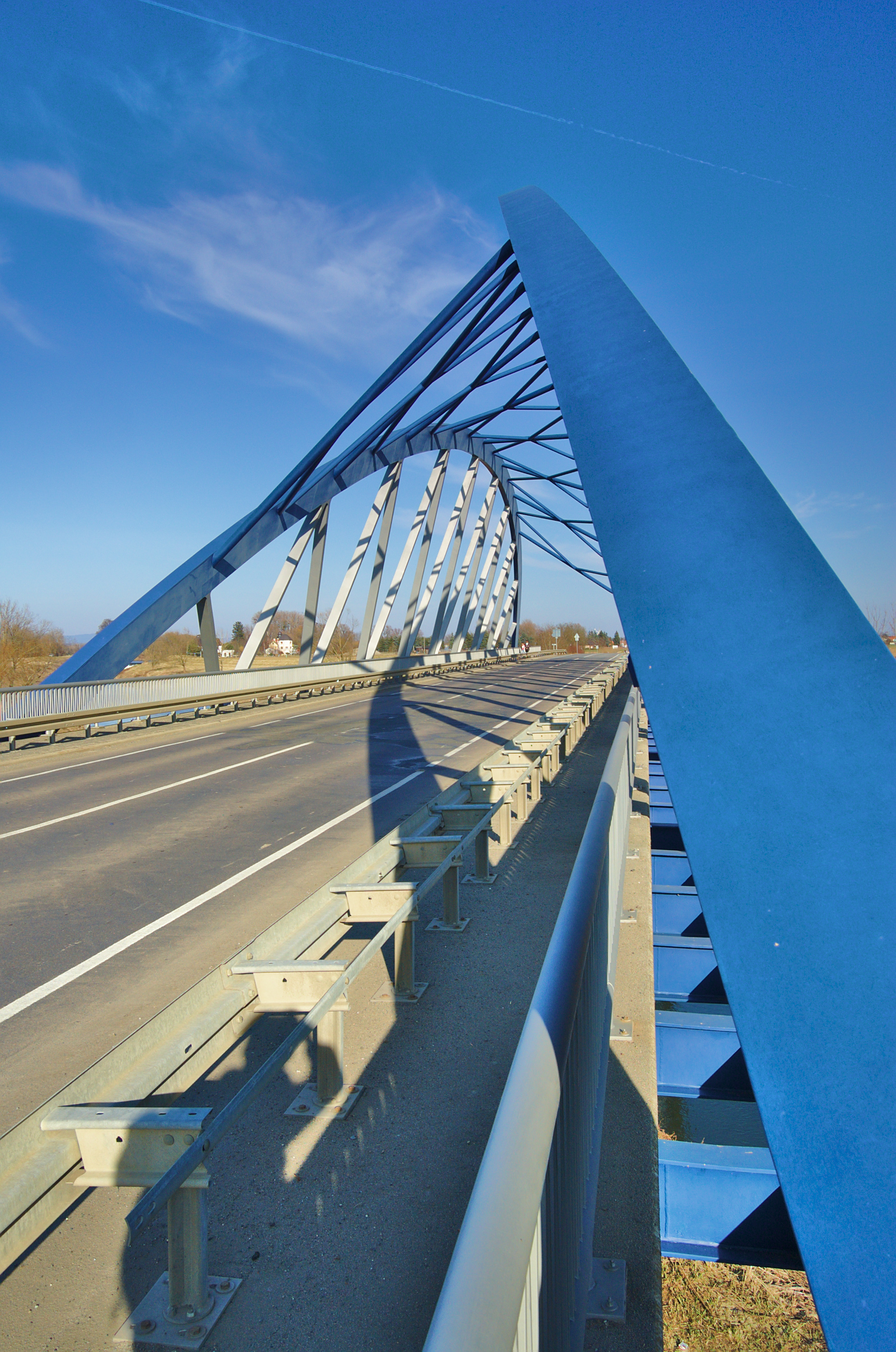